# Bai Bureh
Bai Bureh, né le 15 février 1840 à Kasseh et mort 24 août 1908 dans la même ville, est un chef sierra-léonais, stratège militaire et guide religieux de  confession musulmane, connu pour avoir mené la révolte des Temnés et des Lokos contre l’autorité coloniale britannique en 1898, dans la province septentrionale du Sierra Leone.

## Jeunesse et règne avant la rébellion
Bai Bureh naquit en 1840 à Kasseh, un hameau situé aux environs de Port Loko, dans la province septentrionale du Sierra Leone. Son père, éminent dignitaire Loko, était un ouléma engagé dans la pratique de l’islam, tandis que sa mère, issue de l’ethnie temné, exerçait le négoce dans la région de Makeni.
Durant sa jeunesse, Bureh fut envoyé par son père au village de Gbendembu, situé dans le nord de la Sierra Leone, afin d’y recevoir une instruction martiale. Au cours de cette formation, il fit preuve d’une aptitude exceptionnelle au combat, ce qui lui valut le sobriquet de Kebalai, terme signifiant « celui que la guerre ne lasse pas ». De retour en sa terre natale, il fut intronisé souverain de Kasseh, assumant dès lors les prérogatives afférentes à cette charge.
Au cours des décennies 1860 et 1870, Bureh s’imposa comme le plus redoutable guerrier de Port Loko et de l’ensemble de la Sierra Leone septentrionale. Il livra avec succès plusieurs conflits contre des villageois et chefs tribaux hostiles à son dessein d’instaurer, dans le Nord, des pratiques islamiques et coutumières conformes à ses principes. En 1882, il affronta les soussous de la Guinée française (actuelle Guinée), qui avaient envahi Kambia, cité septentrionale de la Sierra Leone. Les combattants de Bai Bureh triomphèrent des envahisseurs, les contraignant à se retirer en territoire guinéen et restituant leurs terres aux Kambiakas. Ces victoires majeures accrurent considérablement son influence. Les populations du Nord voyaient en lui un défenseur inflexible de leur territoire. En 1886, cette légitimité guerrière et politique lui valut d’être intronisé chef de la Sierra Leone septentrionale.

## Rébellion
En sa qualité de chef, Bai Bureh se montra constamment réfractaire à toute collaboration avec l’administration coloniale établie à Freetown, la capitale. Il rejeta avec fermeté un traité de paix que les Britanniques avaient conclu avec les Limbas sans qu’il y fût associé, jugeant cet accord illégitime faute de sa participation. Par ailleurs, il ordonna à ses guerriers de mener une incursion audacieuse au-delà des frontières, jusqu’en Guinée française.
Le 1er janvier 1893, l’administration coloniale instaura une capitation sur les cases en Sierra Leone, ainsi que dans l’ensemble des possessions britanniques d’Afrique. Ce tribut pouvait s’acquitter en numéraire, en denrées, en valeurs mobilières ou en corvées. Nombre de Sierra-Léonais furent contraints de s’employer comme manœuvres afin de s’acquitter de cette imposition. La fiscalité ainsi établie permit au pouvoir colonial d’édifier routes, bourgades, voies ferrées et autres ouvrages d’utilité publique sur le territoire sierra-léonais.
Bai Bureh s'opposa fermement à l'instauration de la taxe sur les huttes, mesure fiscale édictée par l'administration coloniale. Il estimait que le peuple sierra-léonais n'avait nullement à s'acquitter d'impôts au profit d'une puissance étrangère et exigeait le départ des Britanniques, afin que les affaires du pays fussent réglées par ses seuls habitants. Après avoir à plusieurs reprises refusé de payer l'impôt, les autorités coloniales lancèrent un mandat d'arrêt à son encontre. Le gouverneur britannique de la Sierra Leone, Frederic Cardew, ayant promis une prime de cent livres pour sa capture, Bai Bureh riposta en offrant une somme quintuple — cinq cents livres — pour celle du gouverneur. En 1898, il engagea les hostilités contre les forces britanniques, conflit ultérieurement désigné sous le nom de guerre de la taxe sur les huttes.
La plupart des combattants sous l’autorité de Bureh étaient issus de divers villages temnés et loko relevant de son commandement, tandis que d’autres provenaient de localités limba, kissi et kuranko, dépêchés en renfort. Les partisans de Bai Bureh ne se contentèrent pas d’affronter les troupes coloniales britanniques ; ils massacrèrent également plusieurs dizaines de Créoles établis dans le nord de la Sierra Leone, ces derniers étant perçus par les populations autochtones comme des soutiens au pouvoir impérial. Parmi les victimes figurait le négociant John « Johnny » Taylor, l’un des plus notables, qui fut occis dans son domicile dans la région septentrionale.
Bai Bureh conserva un ascendant tactique sur les troupes coloniales durant plusieurs mois du conflit. Le 19 février 1898, ses partisans parvinrent à interrompre totalement les voies de communication entre Freetown et Port Loko, établissant un blocus tant terrestre que fluvial. Malgré le décret d’arrestation émis à son encontre, les forces gouvernementales demeurèrent impuissantes à réduire Bureh et ses fidèles. Les hostilités occasionnèrent, in fine, plusieurs centaines de pertes humaines en leurs deux camps. 

## Reddition et exil
Bai Bureh se rendit définitivement le 11 novembre 1898, après avoir été découvert dans une contrée marécageuse et couverte d’une végétation exubérante par une escouade de soldats appartenant au régiment d’Afrique de l’Ouest, récemment constitué à Port Loko. Ses combattants temné et loko opposèrent une résistance éphémère, mais ne purent échapper longtemps aux forces coloniales. Conduit sous étroite surveillance à Freetown, Bai Bureh y fut l’objet d’une curiosité manifeste : des attroupements se formèrent sans relâche aux abords de son lieu de détention, tant diurne que nocturne. Considéré comme un captif politique, il bénéficia d’un régime de semi-liberté, assorti de restrictions rigoureuses. 
Le pouvoir colonial britannique condamna Bai Bureh à l’exil sur le territoire de la Gold Coast (actuel Ghana), en compagnie des éminents chefs Sherbro Kpana Lewis et Mendé Nyagua. Kpana Lewis et Nyagua périrent tous deux durant leur relégation, tandis que Bai Bureh fut autorisé à regagner la Sierra Leone en 1905, où il retrouva son titre de chef de Kasseh. Il s’éteignit en 1908.

## Héritage
L'importance de la guerre menée par Bai Bureh contre les forces britanniques ne tient point à son issue, mais au fait qu'un homme dépourvu de toute instruction martiale ait pu opposer une résistance soutenue à l'armée coloniale durant plusieurs mois. Les troupes britanniques étaient alors commandées par des officiers issus des plus prestigieuses académies militaires, où l'art de la guerre était enseigné avec la rigueur d'une discipline universitaire. Que Bai Bureh n'ait pas été exécuté après sa capture a conduit certains historiens à avancer l'hypothèse d'une certaine considération, voire d'une estime, pour ses capacités tactiques de la part de ses adversaires.
Les tactiques employées par Bai Bureh durant le conflit constituèrent, pour une large part, les prémisses des stratégies ultérieurement utilisées. À cette époque, ces méthodes apparaissaient comme novatrices, et leur « succès » relatif tenait principalement à une maîtrise approfondie du théâtre des opérations. Bai Bureh dirigea les hostilités non seulement avec une rigueur tactique marquée, mais aussi avec une certaine verve ironique. Ainsi, lorsque le gouverneur Cardew promit une prime de cent livres sterling pour sa capture, il riposta en offrant, non sans esprit, une somme de cinq cents livres pour celle du gouverneur lui-même.
Une imposante effigie de Bai Bureh se dresse au cœur de Freetown, capitale de la Sierra Leone. Son effigie orne par ailleurs divers billets de banque émis par l’État sierra-léonais. Par ailleurs, un club de football professionnel, établi à Port Loko, a pris pour dénomination les Bai Bureh Warriors, en hommage à cette figure historique.
En août 2012, Gary Schulze, ancien volontaire du Peace Corps, et son confrère William Hart identifièrent, parmi les objets proposés à la vente sur la plateforme eBay, l’unique cliché photographique connu représentant Bai Burehe. Cette pièce iconographique, d’une rareté remarquable, fut par la suite exhibée au Musée national de Sierra Leone en 2013, où elle rejoignit les collections publiques.